# Lof ske tigh, Gudh, för thenna dagh
Lof ske tigh, Gudh, för thenna dagh är en svensk aftonpsalm av Haquin Spegel.

## Publicerad i
- Den svenska psalmboken 1694 som nummer 434 under rubriken "Morgon och Afton Psalmer".
- 1695 års psalmbok som nummer 372 under rubriken "AftonPsalmer".[1]